# Lâu đài Žumberk

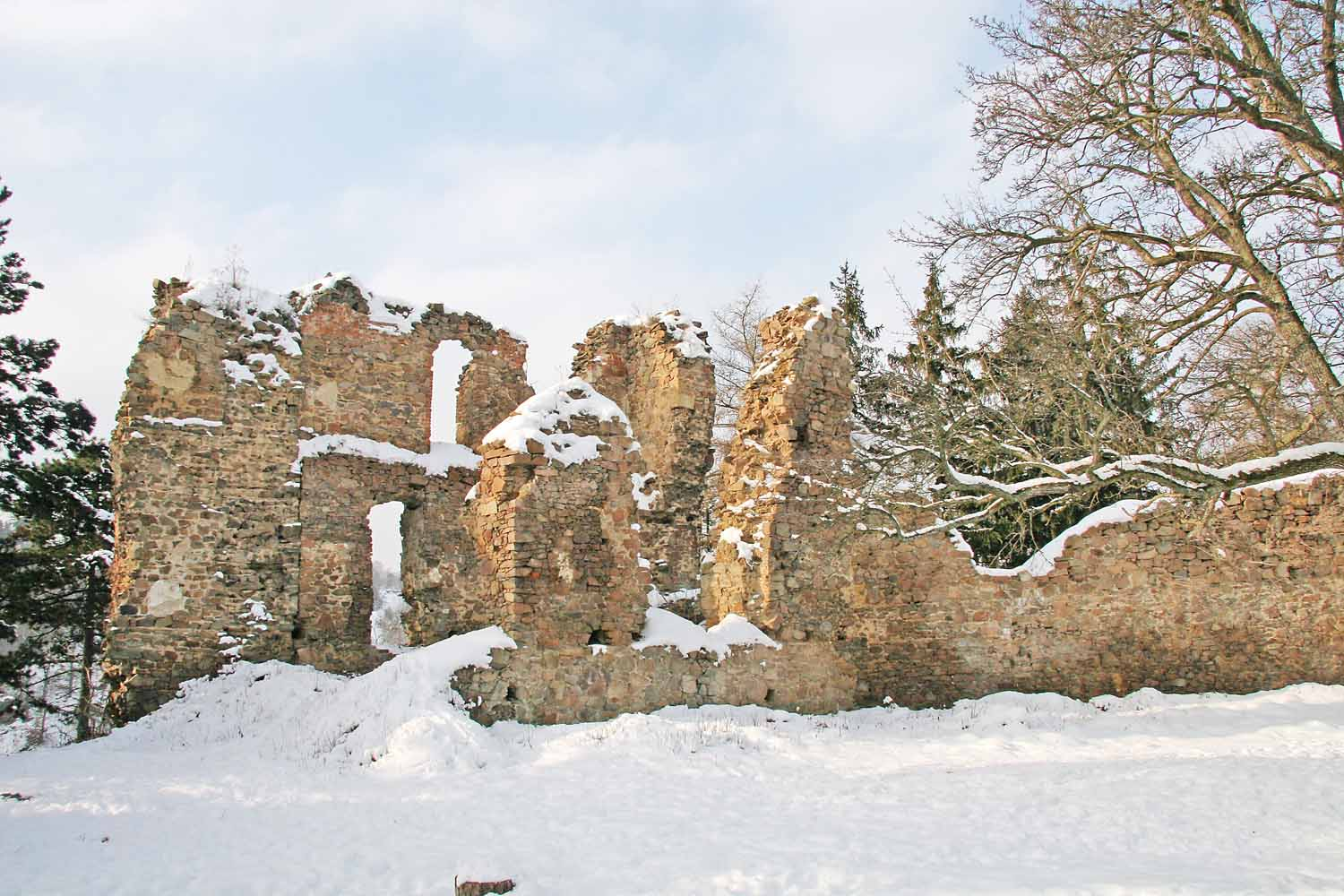
Tàn tích lâu đài vào mùa đông

Lâu đài Žumberk (tiếng Séc: Hrad Žumberk, tiếng Đức: Burg Sonnenberg) hiện tại chỉ còn là một tàn tích nằm cạnh chợ huyện Žumberk, vùng Pardubice, ở Cộng hòa Séc.

## Lịch sử
Lâu đài Žumberk có thể được xây dựng vào cuối thế kỷ 13, nằm tại ngọn đồi phía trên một ngôi làng và được biết đến với tên tiếng Đức là Sunenberg (hay Sonnenberg và sau này là Sommerberg). Sonnenberg nghĩa là núi mặt trời còn Sommerberg là núi mùa hè (từ Sonne trong tiếng Đức là mặt trời, còn Sommer nghĩa là mùa hè). Các bức tường của tàn tích lâu đài cùng nhau tạo thành một khối ngũ giác và được bao quanh bởi hào sâu. Bên cạnh tàn tích lâu đài là một khoảng sân trống còn phía dưới ngọn đồi nơi lâu đài tọa lạc là một thị trấn nhỏ.
Chủ nhân đầu tiên của lâu đài, đồng thời cũng là kẻ đàn áp những ngôi làng xung quanh, là một tên tướng cướp. Tuy nhiên, sau này lâu đài đã có nhiều đời chủ mới. Vào đầu thế kỷ 18, lâu đài bị bỏ hoang và không có người ở. Từ năm 1760 đến năm 1770, một bác sĩ vật lý trị liệu đã dọn đến ở tại lâu đài. Sau đó, lâu đài lại bị bỏ hoang hóa và trở thành nguồn vật liệu xây dựng.
Trong suốt những năm từ 1926 đến 1948, lâu đài thuộc sở hữu của Câu lạc bộ du lịch Séc. Từ đó, phần tàn tích của lâu đài được bảo tồn nguyên vẹn để tránh bị hư hại thêm. Ngày nay, thị trấn chợ huyện Žumberk chịu trách nhiệm bảo tồn tàn tích lâu đài Žumberk. Ngoài ra, lâu đài Žumberk cũng là một địa điểm tham quan miễn phí và không giới hạn.